# Ludwig Holländer (Jurist)
Ludwig Holländer (* 5. August 1877 in Berlin; † 9. Februar 1936 ebenda) war ein deutscher Jurist. 

## Leben

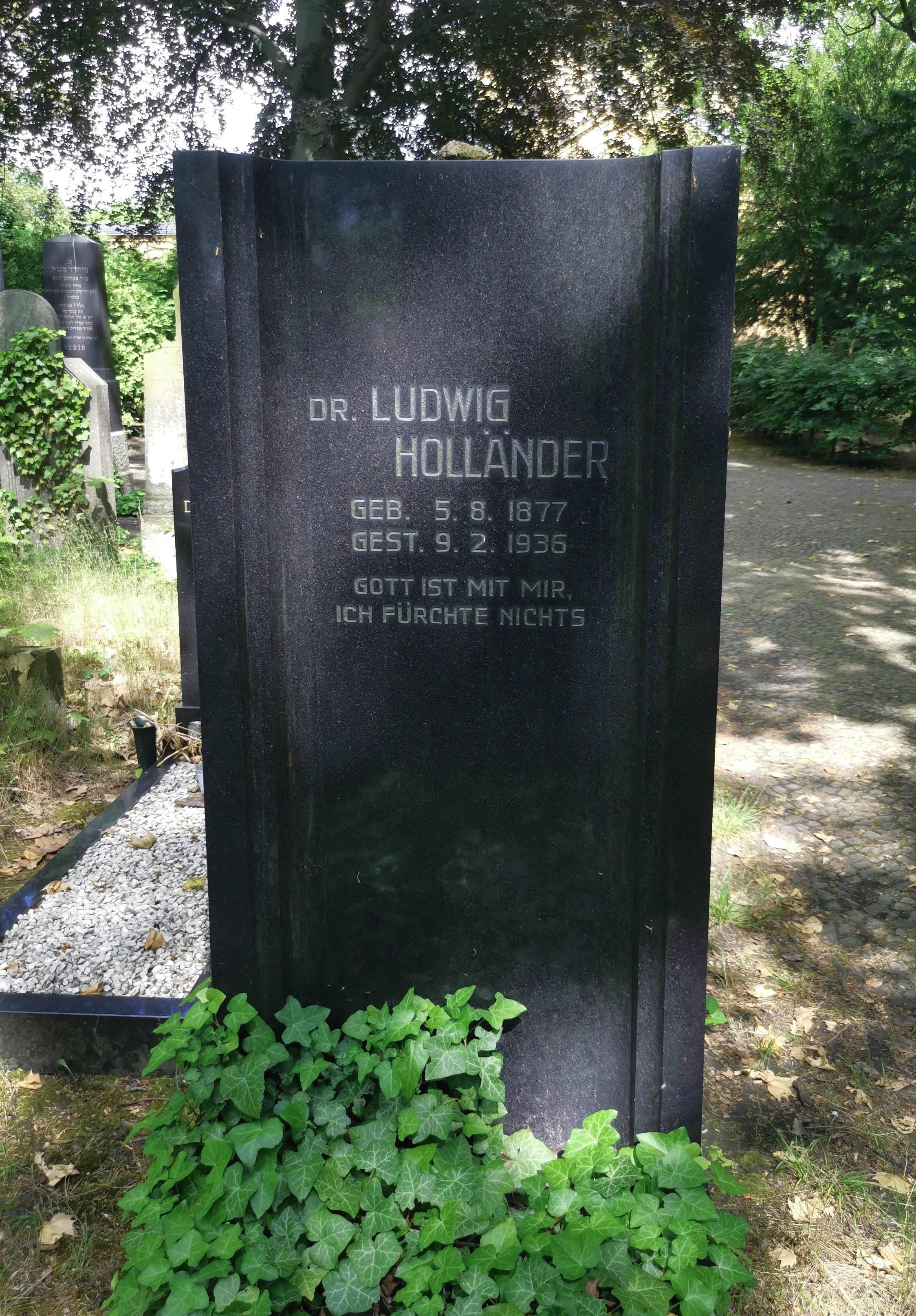
Grab auf dem Jüdischen Friedhof Berlin-Weißensee

Ludwig Holländer studierte ab 1896 Rechtswissenschaften und Nationalökonomie an der Universität in München, unter anderem bei Lujo Brentano. Ab dieser Zeit war er auch Mitglied der jüdischen Studentenverbindung Licaria (K.C.). Nach seinem erfolgreichen Abschluss wurde er als Rechtsanwalt in München zugelassen und war Syndikus des Vereins gegen schlechtes Einschenken von Bier. 
Ab 1907 (oder 1908) fungierte er in Berlin als Syndikus des Centralvereins deutscher Staatsbürger jüdischen Glaubens (C.V.). Holländer war von 1921 bis 1922 verantwortlich für die monatlich erscheinende Vereinszeitschrift Im deutschen Reich, gefolgt von der wöchentlichen C.V. Zeitung (1922–1938). Er war 1919  maßgeblich an der Gründung des Philo-Verlags beteiligt. Dort erschien – ebenfalls auf Initiative Holländers – ab April 1925 die Zeitschrift „Der Morgen“. Bei Aussehen und Inhalt dieser Zeitschrift orientierte man sich an Carl Muths Zeitschrift „Hochland“. 
Mit 58 Jahren starb Holländer am 9. Februar 1936 in Berlin und fand auf dem Jüdischen Friedhof Berlin-Weißensee seine letzte Ruhestätte (Feld A 1).

## Schriften (Auswahl)
- Die Lage der deutschen Mühlenindustrie unter dem Einfluss der Handelspolitik 1879–1897. Cotta, Stuttgart 1898 (zugl. Dissertation, Universität München 1898).
- Die Kongreßpolitik der Zionisten und ihre Gefahren (Reihe „Zeitfragen“, Band 1). Riesser, Berlin 1919.
- Der Antisemitismus der Gegenwart. Referat, gehalten auf der Hauptversammlung des Centralvereins deutscher Staatsbürger jüdischen Glaubens am 29. Mai 1919 (Reihe „Zeitfragen“, Band 2). Riesser, Berlin 1919.
- Deutsch-jüdische Probleme der Gegenwart. Eine Auseinandersetzung über die Grundfragen des Centralvereins deutscher Staatsbürger jüdischen Glaubens. Philo-Verlag, Berlin 1929.